# Raja equatorialis
Raja equatorialis е вид акула от семейство Морски лисици (Rajidae).

## Разпространение и местообитание
Видът е разпространен в Галапагоски острови, Еквадор, Колумбия, Коста Рика, Мексико, Никарагуа, Панама, Перу и САЩ (Калифорния).
Среща се на дълбочина от 20 до 200 m, при температура на водата от 16,8 до 23 °C и соленост 34,9 – 35,3 ‰.

## Описание
На дължина достигат до 50 cm.